# AOBビューティクリエイト専門学校
AOBビューティクリエイト専門学校（AOBビューティクリエイトせんもんがっこう）は、山梨県北杜市に所在した専門学校。

## 概要
2001年開校。
真の人間の美を追求することが理念とされていた。
美容を中心とする教育を行ってきた。
食分野や代替医療の分野までのカリキュラムもあった。
卒業すれば専門士の称号が授与されていた。
2019年度まで学生募集をされ2020年度より募集停止。

## 学科
- 文化教養専門課程ナチュラルビューティ・アート科[3]
- 文化教養専門課程ビューティクリエイト科[3]
- 文化教養専門課程メディカルビューティセラピスト科[3]
- 衛生専門課程ビューティクリエイト科[3]